# Pieńki-Augustów
Pieńki-Augustów – kolonia w Polsce położona w województwie łódzkim, w powiecie bełchatowskim, w gminie Zelów.
W latach 1975–1998 miejscowość administracyjnie należała do województwa piotrkowskiego.